# کریس استیپلتون
کریس استیپلتون (انگلیسی: Chris Stapleton؛ زادهٔ ۱۵ آوریل ۱۹۷۸) موسیقی‌دان، ترانه‌سرا، خواننده، نوازندهٔ گیتار و تهیه‌کننده موسیقی اهل ایالات متحده آمریکا است. استیپلتون در نوشتن شش تک‌آهنگ شماره یک برای سایر هنرمندان در جدول ترانه‌های داغ کانتری نقش داشته است.
از فیلم‌ها یا مجموعه‌های تلویزیونی که وی در آن‌ها نقش داشته است می‌توان به شب طولانی اشاره نمود.